# Krik Vig
Le Krik Vig est une ancienne goélette qui a été construite en 1857 au Danemark au chantier naval N. P. Jensen & Son à Esbjerg. Aujourd'hui, elle est amarrée au musée portuaire de Lübeck  (Schleswig-Holstein).

## Historique
Cette goélette à coque en chêne a d'abord servi comme bateau de pêche de 1957 à 1988. Elle a été rachetée par un particulier à Svendborg qui l'a ramenée à Lübeck. Le voilier a été rénové et ramménagé comme bateau de plaisance avec 6 cabines doubles pour 12 passagers et relancé en 1992.
Le voilier navigue toujours et participe à divers rassemblements maritimes de la mer Baltique et de la mer du Nord (Hanse Sail de Rostock, Semaine de Kiel,...).